# Charax leticiae
Charax leticiae är en fiskart som beskrevs av Lucena, 1987. Charax leticiae ingår i släktet Charax och familjen Characidae. Inga underarter finns listade i Catalogue of Life.